# 韩碧文
韩碧文（1926年—），女，辽宁新民人，中国植物生理学家，曾任北京农业大学教授、博士生导师。